# A. T. Demarest Company

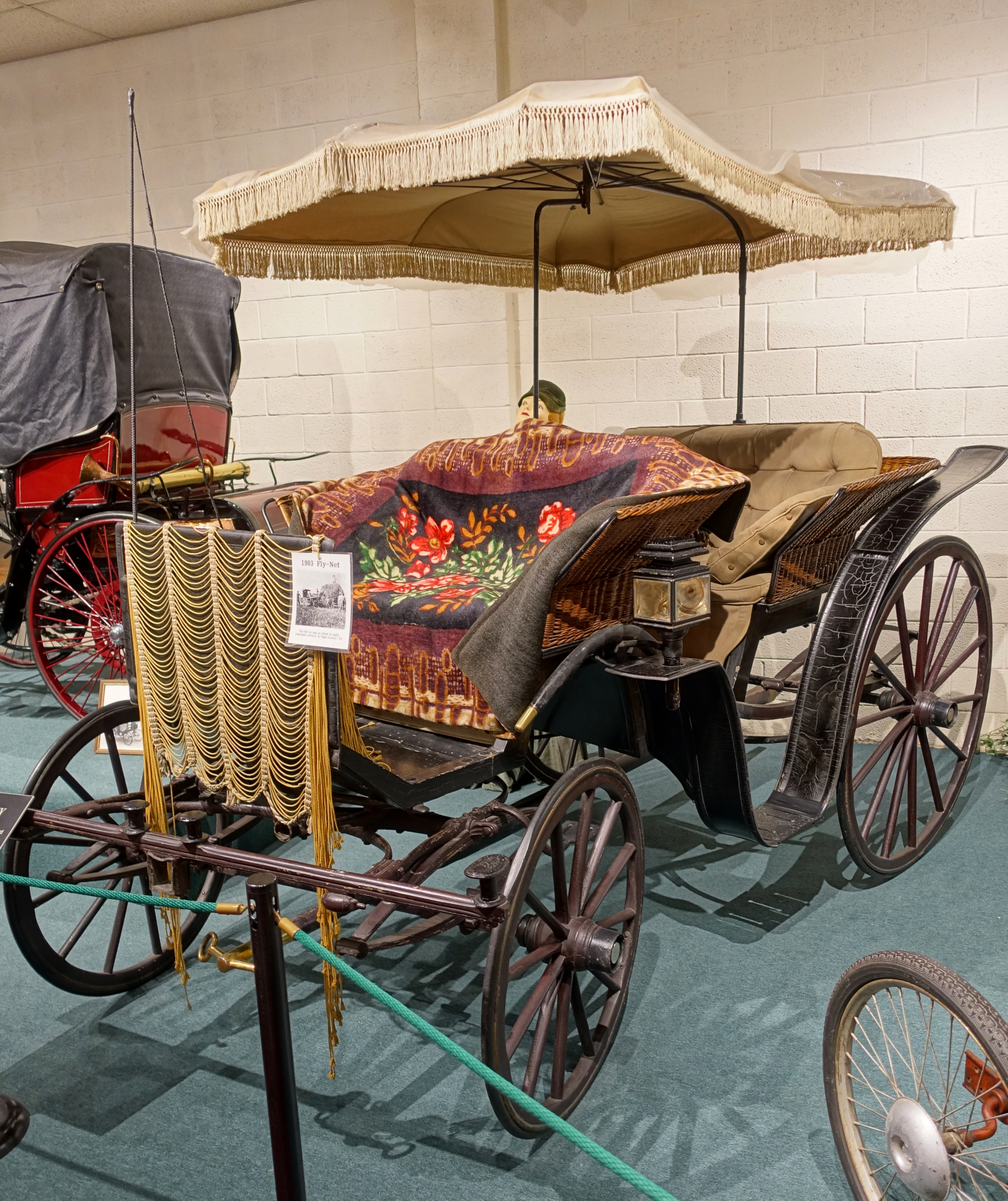
Kutsche von 1900

A. T. Demarest Company, vorher A. T. Demarest & Company, war ein US-amerikanisches Karosseriebauunternehmen.

## Unternehmensgeschichte
Aaron T. Demarest und Charles C. Chevalier gründeten 1860 A. T. Demarest & Company in New York City. Sie stellten Kutschen her. 1873 übernahmen sie die Reste des Unternehmens Lawrence, Bradley and Pardee Company aus New Haven in Connecticut. Dort wurden bis 1915 oder 1916 von teilweise mehr als 100 Mitarbeitern Kutschen hergestellt. Etwa 1902 begann die Produktion von Karosserien für Automobile.
1911 wurden auf einer Automobilausstellung in New York Fahrzeuge von der Daimler Motor Company, Fabbrica Automobili Itala und  Renault mit Demarest-Aufbauten präsentiert. Weitere Karosserien wurden für Fahrgestelle von der Simplex Automobile Company, Singer Motor Company, Finley Robertson Porter Company, American & British Manufacturing Corporation, Hol-Tan Company, Benz & Cie. und Panhard & Levassor.
1918 leiteten William R. Demarest als Präsident, Warren G. Demarest als Vizepräsident und Schatzmeister und Gabriel Chevalier als Sekretär das Unternehmen. Sie verkauften das Gebäude in New York an General Motors. Das Unternehmen wurde ebenso abgestoßen.
F. Neubauer, W. Farrell und A. Cordes gründeten am 7. Februar 1919 das Nachfolgeunternehmen A. T. Demarest Company. Sie stellten weiterhin Karosserien her, teilweise auch für LeBaron. Fahrgestelle von Locomobile und Peerless Motor Car Corporation kamen dazu.
Ende der 1920er Jahre kam die Karosseriefertigung zum Erliegen. Mit Unfallreparatur und Lackierungen rettete sich das Unternehmen bis in die 1930er Jahre.